# Händelsehorisont
| På stort avstånd från det svarta hålet kan en partikel röra sig i vilken riktning som helst, vilket illustreras av pilarna. Den begränsas bara av ljushastigheten.                 |
| Närmare det svarta hålet börjar rumtiden att deformeras. Ju närmare hålet partikeln befinner sig, desto fler vägar är det som leder in mot det svarta hålet än som leder därifrån. |
| Innanför händelsehorisonten, dvs inne i det svarta hålet, leder alla vägar in till det svarta hålets centrum.                                                                      |

Händelsehorisonten är den (skenbara) yta kring ett svart hål, som utgör gränsen mellan hålets innandöme och omvärlden. Händelsehorisonten markerar gränslinjen för "punkten utan återvändo" eftersom ingenting, vare sig ljus eller materia, som befinner sig innanför händelsehorisonten kan lämna regionen innanför. En extern observatör kan därmed inte observera någonting innanför händelsehorisonten. Händelsehorisonten är sfärisk och dess radie kallas Schwarzschildradien (Sr). 
Varje föremål som nalkas horisonten från observatörens sida förefaller sakta ned och aldrig helt passera genom denna, med sin bild blivande allt mer rödförskjuten med tiden. Objektet som rör på sig, erfar emellertid inga märkliga effekter och passerar genom horisonten på en bestämd mängd egentid. Härifrån till den centrala singulariteten kommer att ta 0,0001 sekunder i egentid, i fritt fall, för ett 30 solmassors svart hål. Falltiden  är proportionell mot svarta hålets massa.
Händelsehorisonten omges ofta av en ackretionsskiva, vilken uppstår då gas eller stjärnor från en omgivande galax närmar sig det svarta hålet.

## Exempel
Om jorden kollapsade till ett svart hål, skulle Schwarzschildradien bli 9 mm. För solen skulle Schwarzschildradien bli 3 km. De största supermassiva svarta hålen med miljarder solmassor kan ha Schwarzschildradier på tiotals miljarder km, vilket innebär att om ett sådant svart hål placerades i vårt solsystem så skulle händelsehorisonten sträcka sig tio gånger bortom Neptunus omloppsbana.

## Kosmisk horisont
Ett exempel på en kosmologisk modell med händelsehorisont är ett universum dominerat av den kosmologiska konstanten (ett de Sitter-universum).
Exempel på kosmologiska modeller utan händelsehorisont är universa, som domineras av materia eller av strålning.